# Julie Dahle Aagård
Julie Dahle Aagård (Flatanger, 30 dicembre 1978) è una cantante norvegese.

## Biografia
Julie Dahle Aagård è salita alla ribalta con il suo singolo di debutto Det klaraste lyset, che ha raggiunto la 18ª posizione nella classifica norvegese nel marzo del 1997.
L'anno successivo ha lanciato il suo spettacolo di cabaret Julie, heilt ålein; negli anni 2000 si è inoltre dedicata al teatro, recitando come protagonista nella produzione Piaf del Norske Teatret di Oslo.
A metà anni 2000 ha cantato nel quintetto jazz Subtonic, con cui ha registrato e pubblicato l'album In This House nel 2004. Il suo primo album da solista, Stompin' Feet, è uscito nel 2009, seguito da Lauver nel 2015.

## Discografia

### Album in studio
- 2009 – Stompin' Feet
- 2015 – Lauver

### Singoli
- 1997 – Det klaraste lyset
- 2001 – Goodnight Stranger
- 2002 – Never Alone
- 2014 – Sommarføggel i magan
- 2015 – Dains
- 2020 – Always Remember Us This Way
- 2020 – There Is Always One More Time (con Tora)